# Даларна (лен)
Да́ларна (швед. Dalarnas län) — лен, расположенный в центральной Швеции.
Образован в 1647 году, до 1 января 1997 года назывался Ко́ппарберг (швед. Kopparbergs län).
Административный центр — город Фалун.
Граничит с ленами Емтланд, Евлеборг, Вестманланд, Вермланд, Уппсала (в одной точке) и Эребру. Границы практически полностью совпадают с границами исторической провинции Даларна, однако, лен также включает небольшие участки провинций Херьедален и Вестманланд; в свою очередь, провинция Даларна включает участки всех окружающих ленов.

## Административное деление
Состоит из 15 муниципалитетов (коммун):
- Авеста (центр — Авеста)
- Бурленге (центр — Бурленге)
- Вансбру (центр — Вансбру)
- Гагнеф (центр — Юрос)
- Лександ (центр — Лександ)
- Лудвика (центр — Лудвика)
- Малунг-Селен (центр — Малунг)
- Мура (центр — Мура)
- Реттвик (центр — Реттвик)
- Смедьебаккен (центр — Смедьебаккен)
- Сетер (центр — Сетер)
- Орса (центр — Орса)
- Фалун (центр — Фалун)
- Хедемура (центр — Хедемура)
- Эльвдален (центр — Эльвдален)

## Известные уроженцы, жители
- Хаммарстрём, Луиза (1849—1917) — шведская химик.